# Vuisternens-en-Ogoz
Vuisternens-en-Ogoz (antiguamente en alemán Winterlingen in Ogoz) es una comuna suiza del cantón de Friburgo, situada en el distrito de Sarine. Limita al noreste con la comuna de Farvagny, al sureste y sur con Pont-en-Ogoz, y al oeste y noroeste con Le Glèbe.

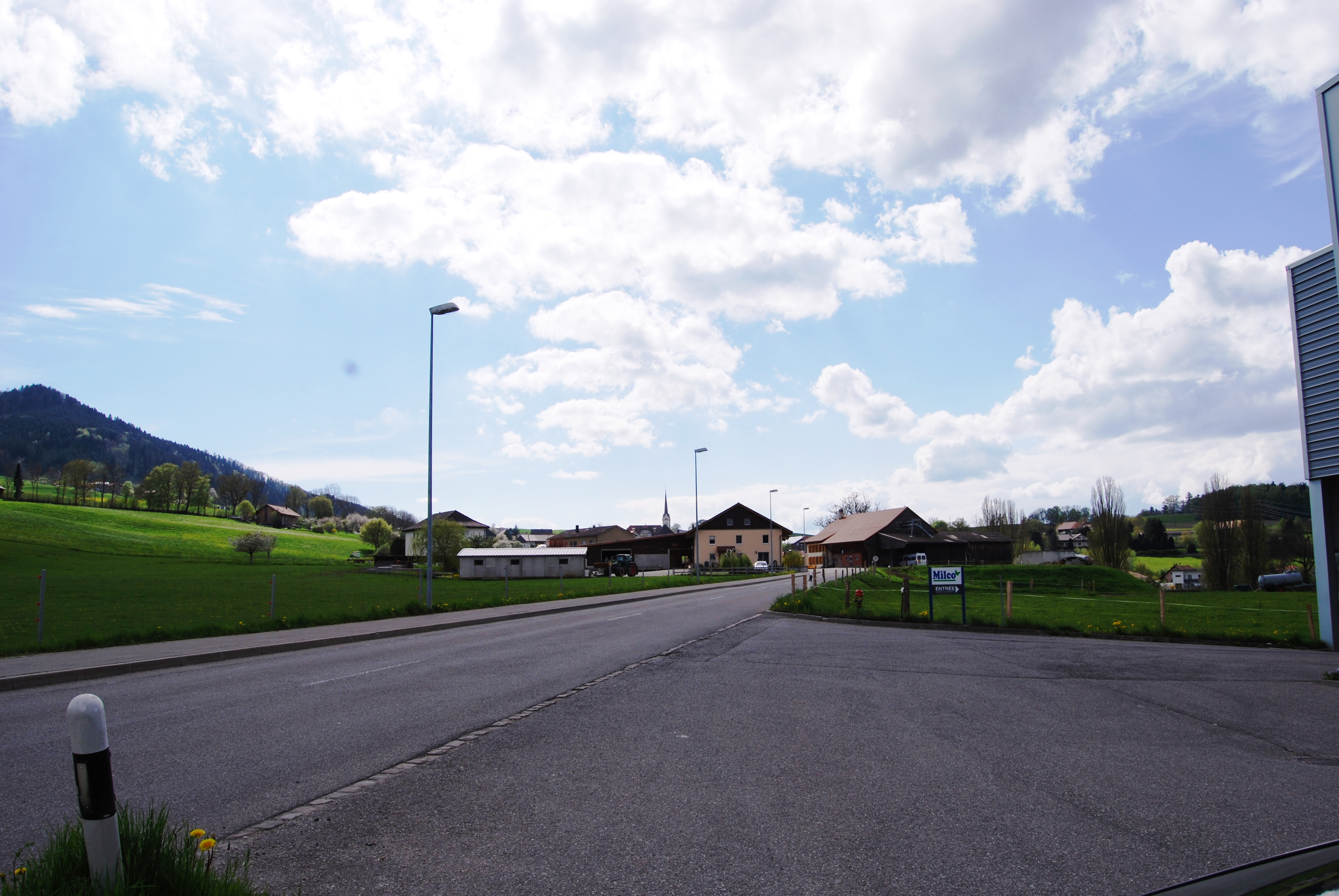
Vuisternens-en-Ogoz